# Uppsalas Fria Teater
Uppsalas Fria Teater är en professionell fri teatergrupp som gör stor teater med små medel för alla åldrar på sin hemmascen Köttinspektionen i Uppsala.
Gruppen bildades 2018 då Teater C delade sig och blev två fristående grupper. Konstnärlig ledare är Andrea Geurtsen och hon driver gruppen tillsammans med Mats Tielman Lindberg. Övriga medlemmar är Jurgen Andersson, Julia Boivie, Fredrik Mattson, Eva Maria Oria, Michael Näslund, Johan Zetterberg och Sofia Östblom. Hemmascen är det konstnärsdrivna kulturhuset Köttinspektionen på Strandbodgatan 3 i Uppsala.

## Föreställningar
- 2018 – Ofelias Skuggteater av Michael Ende (bearbetning Andrea Geurtsen)
- 2019 -– din för evigt, VINCENT av Mats Tielman Lindberg & Andrea Geurtsen
- 2019 – Sally! av John Fiske (samproduktion med Kesslofski & Fiske)
- 2020 – (O)VÄSEN en föreställning  urpremiär (inställd på grund av pandemin, endast filmad)
- 2020 – När skruven dras åt av Henry James (bearbetning Andrea Geurtsen)
- 2021 – En julsaga av Charles Dickens (bearbetning Mats Tielman Lindberg & Andrea Geurtsen)
- 2022 – Den Borttappade Saken av Shaun Tan (dramatiserad av Andrea Geurtsen)
- 2022 – En Julsaga av Charles Dickens (nypremiär)
- 2023 – FLYKT en föreställning på fri flykt från allt förfärligt - Urpremiär
- 2023 - Ofelias Skuggteater av Michael Ende (nypremiär)
- 2024 - din för evigt, VINCENT av Mats Tielman Lindberg & Andrea Geurtsen (nypremiär)
- 2024 - Gumman&(O)Ändligheten av Andrea Geurtsen - Urpremiär
- 2025 - Den Lille Prinsen av Antoine de Saint-Exupéry (dramatisering Mats Tielman Lindberg & Andrea Geurtsen)